# 瑟羅克 (英國國會選區)
瑟羅克（英語：Thurrock），英國國會一自治市選區，包括英格蘭東部埃塞克斯郡巴西爾登和瑟羅克一部。始設於1945年。
本區多數時間支持工黨，但在1987年和2010年大選中保守黨都勝選。2010年的積琪·杜爾-普萊斯以43.9%選票當選。